# Estación Ingeniero Balbín
Ingeniero Balbín es una estación ferroviaria ubicada en la localidad de Villa Roth, partido de Partido de General Pinto, Provincia de Buenos Aires, Argentina.

## Servicios
pertenece al Ferrocarril General San Martín de la red ferroviaria argentina, en el ramal que une las estaciones de Hipólito Bouchard y Alberdi.

## Historia
En el año 1908 fue inaugurada la Estación, por parte del Ferrocarril Buenos Aires al Pacífico.